# Cadotte Lake
Cadotte Lake är en sjö i Kanada.   Den ligger i provinsen Alberta, i den centrala delen av landet, 3 000 km väster om huvudstaden Ottawa. Cadotte Lake ligger 565 meter över havet. Arean är 15,9 kvadratkilometer. Den sträcker sig 7,6 kilometer i nord-sydlig riktning, och 4,0 kilometer i öst-västlig riktning.
I omgivningarna runt Cadotte Lake växer i huvudsak blandskog. Trakten runt Cadotte Lake är nära nog obefolkad, med mindre än två invånare per kvadratkilometer.